# 竹村よしひこ
竹村 よしひこ（たけむら よしひこ、1952年4月10日 - ）は、日本の漫画家。高知県南国市出身。高知県立高知工業高等学校建築科卒。本名は竹村芳彦。

## 略歴
寺田ヒロオ、藤子不二雄、一峰大二などのアシスタントを経て、1975年「ろぼっ子ビートン」（てれびくん連載）でデビュー。80、90年代は少年誌で活躍していた。現在は故郷の高知県で暮らしている。
趣味はドライブ、映画鑑賞。

## 作品リスト
- ろぼっ子ビートン（てれびくん連載）
- ヤッターマン （てれびくん連載）
- タイムパトロール隊オタスケマン （てれびくん連載）
- カッパくん（小学三年生、1985年9月号 - 1986年3月号連載）
- テレコマ戦士どんぶりマン（小学一年生、1986年2月号 - 1987年6月号連載）
- チョロ獣くん
- ビックリマン（月刊コロコロコミック、1987年1月号 - 1990年8月号連載、単行本全7巻）

ビックリマンのコミカライズ作品。
- 人面犬太（月刊コロコロコミック1990年10月号）
- わ〜お!ケンちゃん（月刊コロコロコミック1991年3月号 - 1994年11月号連載、単行本全6巻）

タレントの志村けんをモデルにした小学生「志村ケン太（しむらけんた）」を主人公としたギャグ漫画。
- すくーぷ?! ワイド笑学園（月刊コロコロコミック1994年12月号 - 1995年7月号）

タレントをモデルにした生徒が通う小学校「ワイド笑学園」のスクープ部で活躍するとんねるず（石橋貴明・木梨憲武）をモデルにした少年たちを主人公としたギャグ漫画。前作「…ケンちゃん」の志村ケン太も最終回に登場していた。
- 仮面ライダーSD（原作：石ノ森章太郎、てれびくん連載）
- ドラえもん・学習漫画の作画（キャラクター原作：藤子・F・不二雄先生）（ドラえもん・ふしぎシリーズ・ロボットのふしぎ、1977年、小学館）ドラえもんの派生作品のひみつ道具を参照
- せかいの伝記ぶんこ・武田信玄ものがたり（1988金の星社）
- せかいの伝記ぶんこ・坂本竜馬ものがたり（1990金の星社）